# Дірдорф
Дірдорф (нім. Dierdorf) — місто в Німеччині, розташоване в землі Рейнланд-Пфальц. Входить до складу району Нойвід. Центр об'єднання громад Дірдорф.
Площа — 31,90 км2. Населення становить 5767 ос. (станом на 31 грудня 2020).